# Алексеевка (Зерендинский район)
Алексе́евка — посёлок в Зерендинском районе Акмолинской области Казахстана. Административный центр Алексеевской поселковой администрации.  Код КАТО — 115635100.

## География
Посёлок расположен на северо-востоке района, в 70 км на северо-восток от центра района села Зеренда. Близ посёлка проходит Трансказахстанская железнодорожная магистраль. Протекает река Шагалалы. Высота над уровнем моря — 219 м.

### Улицы[3]
- ул. Абая Кунанбаева,
- ул. Дорожная,
- ул. Железнодорожная,
- ул. Заводская,
- ул. Кузнечная,
- ул. Ленина,
- ул. Линейная,
- ул. Льва Толстого,
- ул. Максима Горького,
- ул. Набережная,
- ул. Новоселов,
- ул. Почтовая,
- ул. Приречная,
- ул. Садовая,
- ул. Советская,
- ул. Строителей,
- ул. Темиржолшылар,
- ул. Школьная,
- ул. Ыбырай Алтынсарина,
- ул. Юрия Гагарина.

### Ближайшие населённые пункты
- село Азат в 5 км на севере,
- село Васильковка в 12 км на юго-западе,
- село Жамбыл в 13 км на востоке.

## Экономика
Ведётся добыча доломита — Алексеевский доломитовый рудник (АДР) АО ССГПО (ENRC).

## Объекты поселка
Действует «Доломитовская средняя школа» и «Алексеевская средняя школа», в посёлке расположена акмолинская областная психиатрическая больница, на западной окраине — железнодорожная станция Жалгизтау Казахстанской железной дороги. Вблизи поселка проходит автомагистраль А1 «Астана — Петропавловск».

## Население
| Численность населения | Численность населения | Численность населения | Численность населения | Численность населения | Численность населения |
| 1970                  | 1979                  | 1989                  | 1991                  | 1999                  | 2009                  |
| --------------------- | --------------------- | --------------------- | --------------------- | --------------------- | --------------------- |
| 4437                  | ↘3511                 | ↗3810                 | ↗3900                 | ↘2335                 | ↘1560                 |

## Раскопки
- У Алексеевки найден могильник андроновской культуры. Реконструкцию облика андроновского человека по черепу из этого могильника осуществил М. М. Герасимов[6].